# Masseter
Masseter er en af de menneskelige tyggemuskler. Den ligger mellem kindbenet og bagsiden af underkæben og bruges til at bide.